# ソユーズTMA-18
ソユーズTMA-18は、第23/24次長期滞在クルー3名を国際宇宙ステーション（ISS）へ運ぶために2010年4月にソユーズFGによって打ち上げられたソユーズ宇宙船である。ソユーズTMA-18は1967年以来、ソユーズ宇宙船による105回目の有人飛行である。ソユーズ宇宙船は、第23/24次長期滞在クルーの緊急脱出用として約半年、国際宇宙ステーションに留まった。2010年9月25日に帰還した。

## 乗組員
- アレクサンドル・スクボルツォフ (1) -  ロシア RSA
- ミハイル・コルニエンコ (1) -  ロシア RSA
- トレイシー・コールドウェル (2) -  アメリカ合衆国 NASA

## バックアップ
- ミハイル・チューリン -  ロシア RSA
- アレクサンドル・サマクチャイエフ -  ロシア RSA
- スコット・ケリー -  アメリカ合衆国 NASA